# Tîbava, Svaleava
Tîbava (în ucraineană Тибава) este localitatea de reședință a comunei Tîbava din raionul Svaleava, regiunea Transcarpatia, Ucraina.

## Demografie
Componența lingvistică a localității Tîbava
     Ucraineană (98,7%)
     Rusă (1,3%)
Conform recensământului din 2001, majoritatea populației localității Tîbava era vorbitoare de ucraineană (98,7%), existând în minoritate și vorbitori de rusă (1,3%).